# Kei Sakamoto
Kei Sakamoto (japanisch 坂本 敬 Sakamoto Kei; * 5. Juli 2001 in der Präfektur Tottori) ist ein japanischer Fußballspieler.

## Karriere
Kei Sakamoto erlernte das Fußballspielen in der Jugendmannschaft von Gainare Tottori. Hier unterschrieb er 2020 auch seinen ersten Profivertrag. Der Verein, der in der Präfektur Tottori beheimatet ist, spielte in der dritten japanischen Liga, der J3 League. Sein Drittligadebüt gab Kei Sakamoto am 15. Juli 2020 im Auswärtsspiel gegen den Kagoshima United FC. Hier wurde er in der 90.+4 Minute für Daisuke Sakai eingewechselt.